# Santiago López Petit
Santiago López Petit (Barcelona, 1950) és químic i filòsof.

## Biografia
Professor de filosofia a la Universitat de Barcelona fins a l'any 2014. Va ser militant de l'autonomia obrera en la dècada dels setanta. Va treballar com a químic en una empresa de vidre recuperada pels seus treballadors i va participar en molts dels moviments de resistència social posteriors a la crisi del moviment obrer. Continua la tradició de la filosofia del seixanta-vuit francesa (sobretot Deleuze i Foucault) i del marxisme heterodox italià (autors de l'operaisme com Toni Negri, Raniero Panzieri i Mario Tronti.Negri). La seva filosofia es presenta com una crítica radical del present i posa en joc diversos conceptes amb els quals aprofundir aquesta crítica. Al llarg de tota la seva obra ha dedicat un gran esforç a la formulació ontològica i existencial del voler viure.
És un dels impulsors d'Espai en Blanc i d'iniciatives com Dinero Gratis. Ha participat en les pel·lícules El taxista ful i Autonomia Obrera". El seus llibres han estat traduïts a diverses llengües.

## Obres
- Crítica de la Izquierda Autoritaria en Catalunya 1967-1974, editorial Ruedo Ibérico, Paris, 1975. (junto con J. A. Díaz). Reeditado por la editorial Icaria (Barcelona, 2016).
- Luchas autónomas en la transición democrática, ed. ZYX-ZERO, Madrid, 1997.
- Entre el Ser y el Poder. Una apuesta por el querer vivir, ed. Siglo XXI, Madrid 1994. Reeditado por la editorial Traficantes de sueños (Madrid, 2009).
- Horror Vacui. La travesía de la Noche del Siglo, ed. Siglo XXI, 1996.
- El Estado-guerra, ed. Hiru, Fuenterrabía 2003.
- El infinito y la nada. El querer vivir como desafío, ediciones Bellaterra, Barcelona 2003.
- Amar y pensar. El odio del querer vivir. Ed. Bellaterra, Barcelona 2005.
- La movilización global. Breve tratado para atacar la realidad. Traficantes de sueños, Madrid 2009.
- «Identidad y crisis», ed. El Tangram, Barcelona 2010.
- Hijos de la noche. ed. Bellaterra, Barcelona 2014.
- El gesto absoluto, El caso Pablo Molano: una muerte política. Pepitas de calabaza, Logroño 2018.
- No le deseo un Estado a nadie, libro colectivo sobre el conflicto catalán junto a Corsino Vela, Miguel Amorós, Tomás Ibáñez y Francisco Madrid, Pepitas de calabaza, Logroño 2018.